# Bjergsøen Ritsa
Bjergsøen Ritsa ligger i Abkhasien og er en vigtig turistattraktion. Den er 116 meter dyb, omkredsen er 4,29 kilometer og højden over havets overflade er 950 meter.
Allerede i 1930'erne begyndte den sovjetiske turisme, og det blev en af de meste populære destinationer i Kaukasus. USSR’s ledere fra Stalin til Gorbatjov samlede kræfter oven på arbejdet med at styre det sovjetiske imperium i en datja ved bredden.